# Норт Перт (Онтарио)
Норт Перт (енгл. North Perth) је општина у Канади у покрајини Онтарио. Према резултатима пописа 2011. у општини је живело 12.631 становника.

## Становништво
Према резултатима пописа становништва из 2011. у граду је живело 12.631 становника, што је за 3,1% више у односу на попис из 2006. када је регистровано 12.254 житеља.
| 2006.  | 2011.  |
| ------ | ------ |
| 12.254 | 12.631 |